# Rhagio basitlavus
Rhagio basitlavus är en tvåvingeart som beskrevs av Yang 1993. Rhagio basitlavus ingår i släktet Rhagio och familjen snäppflugor. Inga underarter finns listade i Catalogue of Life.